# Hällefors
Hällefors è una città della Svezia, capoluogo del comune omonimo, nella contea di Örebro. Ha una popolazione di 4.797 abitanti.